# Bahnhof Hallein

Der Bahnhof Hallein ist ein Zwischenbahnhof in der Stadt Hallein an der Salzburg-Tiroler-Bahn, an dem Nahverkehrs- und Fernverkehrszüge halten.

## Geschichte
Die Salzburg-Halleiner-Bahn, die von Karl Freiherr von Schwarz im 19. Jahrhundert errichtet wurde, war der Anfang für die Salzburg-Tiroler-Bahn, die mit dieser früheren Bahnstrecke in Hallein endete. Friedrich Baron von Löwenstern, der das Projekt von Anbeginn tatkräftig unterstützte, verkaufte für die Errichtung des Bahnhofs in Hallein Baugrund zu einem sehr günstigen Preis. An dieses Ereignis erinnernd wurde die Straße vor dem Bahnhof Löwensternstraße genannt.

## Linien
| Zuggattung/ Linie            | Streckenverlauf | Taktfrequenz                                               |
| ---------------------------- | --- | ---------------------------------------------------------- |
| REX                          | Wörgl Hbf – Saalfelden – Zell am See Bahnhof – Schwarzach St. Veit – Bischofshofen – Golling-Abtenau Bahnhof – Hallein – Salzburg Süd – Salzburg Hbf – Zell am See – Salzburg Hbf | Zweistundentakt                                            |
| BLB                          | Bad Reichenhall – Piding – Freilassing – Salzburg Mülln-Altstadt – Salzburg Hbf – Hallein – Golling-Abtenau – Schwarzach-St. Veit (– Saalfelden)                                  | Stundentakt (Mo–Sa: Halbstundentakt Freilassing – Golling) |
| Österreichische Bundesbahnen | Graz Hbf • Salzburg Hbf Graz Hbf • München Hbf • Frankfurt/Main Hbf • Erfurt Hbf • Saarbrücken Hbf                                                                                | Einzelne Züge                                              |